# Roberto de la Torre (artista visual)
Roberto de la Torre (Ciudad de México, 1967) es un artista visual y multidisciplinario mexicano.Estudió en la Escuela Nacional de Pintura, Escultura y Grabado, ubicada en el Centro Nacional de las Artes, donde también es docente.Su cuerpo de obra está conformado principalmente por objetos, intervenciones, acciones o performances.

## Biografía

### Estudios
Roberto de la Torre comenzó a estudiar arquitectura en la década de 1980. Entró a la Escuela de Arquitectura de la UNAM, pero abandona la carrera para estudiar artes visuales en la Escuela Nacional de Pintura, Escultura y Grabado "La Esmeralda". Parte de su formación artística experimental, la realizó junto a sus compañeros, a partir de un grupo denominado 19 Concreto, el cual fundaron en 1990.

### Trayectoria artística
Roberto de la Torre ha participado en diversos festivales artísticos en México y varios países de América del Norte, Asia, Sudamérica y Europa.
De 1990 a 1995 participó en el grupo artístico experimental llamado 19 concreto, el cual cofundó.
También ha sido receptor de becas, apoyos, reconocimientos y premios, como el del programa Artist Pension Trust (APT). Participó en diversas residencias artísticas fuera de México. Recibió la Beca para Jóvenes Creadores de Arte (FONCA) en 2010-2011, y más adelante formó parte del Sistema Nacional de Creadores de Arte.
En 2009, la editorial Diamantina publicó el libro De la mordida al camello, Roberto de la Torre (selección de obra 2000-2005), con una recopilación de parte de su obra.

## Obra
Roberto de la Torre es un artista multidisciplnario que trabaja con el arte acción, el performance, la intervención artística, la instalación, el video, el arte objeto, entre otros. Sus piezas se relacionan con el humor, que ha sido una de sus principales motivaciones. Ese sentido del humor, que suele ser negro o ácido, tiene una intención de reflexión y crítica a fenóemnos sociales.
El humor es muy importante. Los que me conocen bien saben que el humor es algo que se me da en forma natural; así es mi personalidad. Me interesa el humor agudo, inteligente; en el trasfondo de ese humor casi siempre hay una reflexión, un pensamiento, una crítica, o quizás sea el reflejo de alguna tragedia o la radiografía de una sociedad. 

## Obras destacadas

### Chac mool
Chac mool es una instalación artística realizada en 2008, que incluye un inflable a gran escala (8.5 metros de largo por 3.5 de ancho y 4.5 metros de altura), pensado para ser montado en espacios públicos y con el cual los niños puedan interactuar (jugar). El inflable es la representación de un cura o sacerdote con sotana negra, cuyo rostro está cubierto por una máscara sadomasoquista, y que se encuentra recostado en la misma posición que aquella escultura prehispánica tolteca de la que toma su título.

El artista hace con ella referencia al tema de la pederastia y la pedofilia, con respecto a ello mencionó:
Con esta obra estoy tocando un tema sumamente delicado, el cual se refiere a la perversión y la seducción, que pueden encontrarse al mismo tiempo en personajes o situaciones aparentemente inocentes.
La obra causó controversia, debido al tema que trataba. De la Torre llevó al espacio público, un tema que en apariencia es privado, sin embargo, al enunciarlo, evidencía la serie de corrupciones y violencias ejercidas por la autoridad (corporación, gobierno e Iglesia).

### Harina y Epazote
Es una pieza de instalación realizada en el Museo Ex Teresa Arte Actual, entre diciembre de 2010 y febrero de 2011. Se trata de una obra que hace alusión a la industria del narcotráfico y las ganancias que genera para el crimen organizado. La pieza fue curada por Eder Castillo, y tuvo una planificación de dos años en los que el artista realizó incursiones al estado de Tlaxcala, para reunirse y entrevistarse con campesinos de epazote.
En la pieza, participaron sesenta voluntarios y estudiantes, quienes trabajaron en jornadas similares a las de un obrero en una fábrica convencional. En la instalación se generaba harina y epazote, logrando la cantidad de seis toneladas, que fue distribuida más tarde a bancos de alimentos que posteriormente llegaron a personas de escasos recursos.
Harina y Epazote fue una instalación que modificó el espacio arquitectónico del museo, cambiando también su función por el tiempo de exposición, y generando nuevos significados. La pieza tenía como propósito mostrar la realidad de las personas que trabaja produciendo drogas, debido a la falta de trabajos en el país.

## 19 Concreto
19 Concreto fue un grupo de artistas, cofundado por Roberto de la Torre, que tuvo actividad entre 1990 y 1996. Fue creado por artistas jóvenes, cuando estudiaban artes visuales en La Esmeralda, Ciudad de México. Tenían la intención de experimentar y transgredir aquello que habían aprendido en la academia, así como las convenciones del arte tradicional de ese entonces.El grupo estaba conformado entre 5 y 7 personas que fluctuaban, y en ocasiones invitaban a otros artistas a colaborar con ellos. Los integrantes fueron Roberto de la Torre, Ulises Mora, Lorena Orozco, Víctor Martínez, Luis Barbosa, Fernando de Alba y Alejandro Sánchez.
El grupo utilizó diversas disciplinas artísticas, como el video, la fotografía, medios electrónicos, la instalación artística, el performance, y otros más, bajo la lógica experimental y la mezcla de diversos lenguajes del arte contemporáneo.
En 19 Concreto, De la Torre y sus compañeros y compañeras se cuestionaban, además, las problemáticas sociales de la ciudad y lo contemporáneo, como la masificación y cómo afectaba a las personas, el papel de las tecnologías en las relaciones humanas, los problemas ambientales, utilizándolos como base para sus experimentaciones.